# 切科尼达拉
切科尼达拉（Chekonidhara），是印度阿萨姆邦Jorhat县的一个城镇。总人口7315（2001年）。

## 人口
该地2001年总人口7315人，其中男性3689人，女性3626人；0—6岁人口590人，其中男297人，女293人；识字率84.87%，其中男性为85.50%，女性为84.23%。